# Coupez !
Ne doit pas être confondu avec Coupez ! (film).
Coupez ! est un livre-jeu écrit par Pierre Lejoyeux en 1988, et édité par Posidonia Editions dans la collection Histoires à jouer : La Quatrième Dimension, dont c'est le quatrième tome.